# 曹賢秀
曹 賢秀（チョ・ヒョンス、朝鮮語: 조 현수、1979年6月27日 - ）は KBOリーグに所属していた大韓民国出身の元プロ野球選手（外野手）。

## 経歴

### アマチュア時代
高校時代の1995年には全国高校野球大会で打点王と最多本塁打賞を受賞した。
1997年の第31回大統領杯全国高校野球大会でも主力として活躍し、チームを優勝に導いた。
この当時の活躍で1998年にハンファ・イーグルスから高卒優先指名を受けたが、慶煕大に進学。

### ハンファ時代
2002年に改めてハンファに入団した。
ハンファでは主に左翼手として活躍し、2002年には96試合に出場して打率2割4分台、5本塁打、20打点の結果を出した。
しかし2004年韓国プロ野球兵役忌避事件に関与したことがばれ、シーズン後半は出場することができなかった。
以後、2005年に戦力外になり現役を引退した。

### 引退後
引退後は李政勳監督の下で母校のコーチとして活動している。教え子には金東燁などがいる。
2021年から東山高等学校の打撃コーチに異動した。

## 詳細情報

### 年度別打撃成績
| 年 度    | 球 団    | 試 合 | 打 席 | 打 数 | 得 点 | 安 打 | 二 塁 打 | 三 塁 打 | 本 塁 打 | 塁 打 | 打 点 | 盗 塁 | 盗 塁 死 | 犠 打 | 犠 飛 | 四 球 | 敬 遠 | 死 球 | 三 振 | 併 殺 打 | 打 率 | 出 塁 率 | 長 打 率 | O P S |
| -------- | -------- | ----- | ----- | ----- | ----- | ----- | -------- | -------- | -------- | ----- | ----- | ----- | -------- | ----- | ----- | ----- | ----- | ----- | ----- | -------- | ----- | -------- | -------- | ----- |
| 2002     | ハンファ | 33    | 47    | 43    | 4     | 11    | 0        | 0        | 1        | 14    | 4     | 0     | 0        | 0     | 0     | 3     | 0     | 1     | 10    | 2        | .256  | .319     | .326     | .645  |
| 2003     | ハンファ | 96    | 272   | 239   | 25    | 59    | 14       | 0        | 5        | 88    | 20    | 1     | 2        | 4     | 1     | 17    | 0     | 11    | 57    | 2        | .247  | .325     | .368     | .693  |
| 2004     | ハンファ | 92    | 201   | 179   | 18    | 46    | 10       | 0        | 0        | 56    | 22    | 1     | 1        | 2     | 2     | 10    | 1     | 8     | 36    | 4        | .257  | .322     | .313     | .635  |
| 2005     | ハンファ | 1     | 1     | 1     | 0     | 0     | 0        | 0        | 0        | 0     | 0     | 0     | 0        | 0     | 0     | 0     | 0     | 0     | 1     | 0        | .000  | .000     | .000     | .000  |
| KBO：4年 | KBO：4年 | 222   | 521   | 462   | 47    | 116   | 24       | 0        | 6        | 158   | 46    | 2     | 3        | 6     | 3     | 30    | 1     | 20    | 104   | 8        | .251  | .322     | .342     | .664  |

### 出身学校
- 1995年 - 1998年、北一高等学校（朝鮮語版）
- 1998年 - 2002年、慶熙大学校（1998学番）

### 背番号
- 52 （2002年）
- 10 （2003年）
- 24 （2004年 - 2005年）